# キャス・キッドソン
キャス・キッドソン（Cath Kidston）はイギリスのデザイナーキャサリン・イザベラ・オードリー・キッドソンの名を冠したブランド、企業。

## 概要
イギリスを象徴するクラシカルなデザインをモダンでポップな感覚と融合させたプロダクトが特徴的である。
小花や薔薇、野苺などのモチーフが代表的であり、それらを用いたインテリア・雑貨等で幅広い年代の女性の支持を受けている。
デザイナーであるキャス・キッドソンがロンドンのホランド・パークに小さな店をオープンした1993年に設立された。
2010年4月にキャス・キッドソンが保有する全株式をアメリカ系プライベートエクイティファンドであるTAアソシエイツへ売却。その後、2014年に香港のプライベートエクイティファンドであるベアリング・プライベート・エクイティ・アジアが資本参加し、2016年にベアリング・プライベート・エクイティ・アジア傘下に入った。生産拠点もイギリスから中国へ移転した。
イギリス本社全体では、16か国に約200店舗を展開していた。イギリス本社は、2020年4月21日に日本の民事再生法に相当する財産管理（administration）を受けた。同時にイギリス国内にある全60店舗を閉鎖し、従業員約900人を解雇した。原因は、売り上げの4割をアジアからのインバウンド需要で補っていたが、2020年に発生した新型コロナウイルスにより、インバウンド需要が減少したためとされている。キャス・キッドソンは、業容拡大を行ったが故に、ブランドが持つポリシーや付加価値までも棄損させる典型的な例となった。なお2020年12月、オンラインビジネスで８５％の売上高を維持していると発表し、ピカデリーの旗艦店は再オープンした。

## 日本での事業展開
日本におけるキャス・キッドソンブランドの服飾雑貨の販売は、2002年にユナイテッドアローズが販売権を取得。イギリス本社がTAアソシエイツ傘下に入ったことにより、2011年春夏シーズンよりサンエー・インターナショナルが日本における輸入販売事業を承継したものの、2015年9月にキャス・キッドソンが出資したキャスキッドソンジャパンへ事業が移管された。2014年にはユニクロへの事業譲渡に関する交渉が行われたものの、交渉決裂となっている。
また、世界初となるキャスキッドソンのカフェ「キャス・カフェ」の第1号店が神奈川県のテラスモール湘南内にオープンしたが2018年1月8日に閉店。物販機能は移転し継続する計画であった。
キャスキッドソンジャパンは、商業施設や駅ビルなどに直営店を出店していった。なお、この時期に雑誌とのタイアップでブランドを冠したバッグを付録に付けたことが、ブランド自体の棄損に拍車をかけることになったという説が当ブランドの下降の原因かのように言われることがあるが、浅薄な説と言わざるを得ない。付録が出ていた時期と、ブランドの売り上げ減少の時期には年単位の誤差があること、宝島社の付録においてはキャス・キッドソン自身がプロデュース、監修を手がけており、一定以上のクオリティを保っていたこと、そのクオリティが多くの購入者にとって驚愕を持って受け止められていたことがその理由である。2020年に発生した新型コロナウイルスにより、イギリス国内の店舗が一時閉店に追い込まれたことなどから、キャスキットソン自体の業績が悪化。日本国内においても、同年4月8日に発令された緊急事態宣言に伴い、短縮営業・臨時休業の処置を取った他、同年4月21日にオンラインショッピングがメンテナンスを理由に休業した。
キャスキッドソンジャパンはオンラインショッピング休業の翌日である2020年4月22日に東京地方裁判所へ破産を申請。同日付で破産手続開始決定を受けた。負債総額は約65億円。負債の内訳は、イギリス本社からの買掛債務と従業員の給与、店舗の賃料債務などの一般債務となっており、債権者の大半が従業員であるという。
キャスキッドソンジャパンは2021年2月26日に法人格が消滅した。
なお、日本におけるキャス・キッドソンブランドのコスメ・化粧品関連の輸入・発売は、2019年7月に伊藤忠商事が独占輸入販売権を取得し、東京堂にて販売を行っているため、キャスキッドソンジャパンの経営破綻とは関係なく事業を継続している。

## 日本での展開店舗
- キャスキッドソンジャパンの経営破綻時点では、44店舗の直営店を展開していた[6]。
- 2024年5月、PLAZAを手掛けるスタイリングライフ・ホールディングスがキャス・キッドソンブランドの国内販売権を取得し、2025年3月6日に旗艦店「Cath Kidston 表参道店」をオープンした。2025年内に複数の出店を目指している[12]。

## ブランドムックと書籍

### 宝島社発売のブランド・ムック
- キャス・キッドソンへようこそ （2007年発売）ISBN 978-4-7966-5937-6
- キャス・キッドソンへようこそ2 (2009年発売) ISBN 978-4-7966-6868-2
- Cath Kidston “THANK YOU！” BOX (2009年発売) ISBN 978-4-7966-7394-5
- Cath Kidston FOR MOMS&KIDS (2009年発売) ISBN 978-4-7966-7589-5
- Cath Kidston "HELLO!"FROM LONDON (2010年4月19日発売) ISBN 978-4-7966-7625-0
- Cath Kidston “FLY TO THE UK！” (2010年8月26日発売) ISBN 978-4-7966-7777-6
- Cath Kidston SPECIAL BRITISH ISSUE Spring Summer 2012 (2012年4月7日発売) ISBN 978-4-7966-8604-4
- Cath Kidson CELEBRATING 20 YEARS (2013年4月26日発売) ISBN 978-4-8002-0882-8
- Cath Kidston HAPPY 20TH BIRTHDAY 2013 Autumn & Winter (2013年9月27日発売) ISBN 978-4-8002-1643-4

### 主婦の友社発売の書籍
- キャス・キッドソンの世界sew!Cath Kidston (2010年2月28日発売) ISBN 978-4-07-269156-4